# Circaria Graeciae
Die Circaria Graecia (deutsch etwa Zirkarie Byzanz) war ein Ordensbezirk der Prämonstratenser im Byzantinischen Reich und in Palästina.

## Gebiet
Zur Zikarie gehörten drei Klöster im Heiligen Land, eines auf der Insel Zypern und drei auf dem damals griechischen Festland, einschließlich Konstantinopel.
- Stift St. Habakuk bei Jaffa im Heiligen Land, um 1138–1187
- Abtei St. Samuel nördlich von Jerusalem, um 1145–1187
- Kloster St. Samuel in Akkon, 1187–um 1291
- Kloster Bellapais auf Zypern, seit etwa 1206
- St. Nicholas extra mures in Konstantinopel
- Kloster Kalavryta in Griechenland

## Geschichte
Um 1138 gründete Amalrich, der vorherige Abt von Stift Gottesgnaden bei Magdeburg und von Floreffe in Wallonien, das erste Prämonstratenserstift in Palästina, das einige Jahre zuvor von katholischen Kreuzfahrern erobert worden war. Um 1144 wurde durch Bernhard von Clairvaux, den Gründer des Zisterzienserordens, der Prämonstratenserabtei Prémontré das Kloster St. Samuel bei Jerusalem angeboten. Beide bestanden bis zur Eroberung des Heiligen Landes durch Sultan Saladin im Jahr 1187. Kurz danach bildete sich ein neuer Konvent St. Samuel in Akkon, ab 1206 dann weitere auf Zypern und in Griechenland. Nach der osmanischen Eroberung 1291 blieb nur noch das Stift in Akkon bis in das 16. Jahrhundert erhalten.
Die ersten Niederlassungen  gehörten zur Zirkarie Tuscien und Kalabrien (Italien), bildeten dann aber bald eine eigene Zirkarie Griechenland und Jerusalem.